# Cattedrale di Albarracín
La cattedrale del Salvatore (in spagnolo: Catedral del Salvador) si trova nella città di Albarracín, in Spagna ed è la chiesa cattedrale della diocesi di Teruel e Albarracín, insieme alla cattedrale di Teruel.

## Storia e descrizione

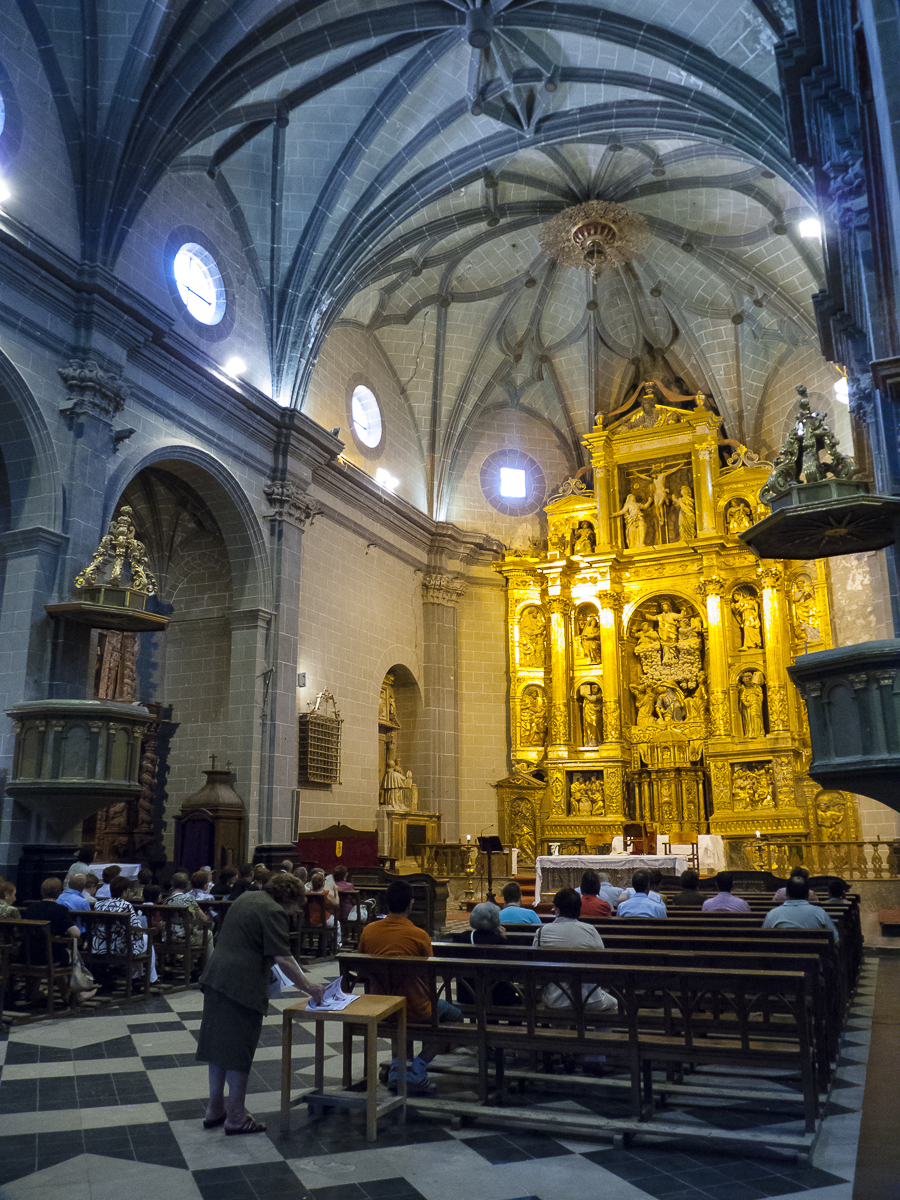
L'interno.

La costruzione dell'attuale cattedrale ha avuto inizio nel 1572, per culminare nel 1600 con il completamento della torre. Vi hanno partecipato architetti quali Martín de Castañeda, per la testa e il coro, Quinto Pierres Vedel e Alonso del Barrio de Ajo, architetto che ha diretto il completamento del chiostro e della torre.
La chiesa è a navata unica con cappelle tra i contrafforti, coperti con volte, come nella tradizione architettonica delle chiese gotiche di levante. La navata e il chiostro sono stati rinnovati agli inizi del XVIII secolo, con lesene e cornici in stile barocco.
La pala d'altare è un lavoro di qualità notevole dello scultore Cosme Damián Bas e risale al 1566. Tra le varie scene evangeliche raffigurate la principale è la Trasfigurazione di Cristo sul monte Tabor.